# صوت الحب للإنتاج الفني والتوزيع
صوت الحب للإنتاج الفني والتوزيع (بالإنجليزية: Sout El-Hob Record Label) هي شركة تسجيلات مصرية، أسسها عاطف منتصر عام 1972 وكان الشاعر مأمون الشناوي مستشارًا فنيًا لها، وتعتبر صوت الحب موطنًا للعديد من الفنانين ورابع أكبر كتالوج في الشرق الأوسط وشمال أفريقيا. كما دخلت صوت الحب مجال إنتاج وتوزيع الأفلام محليًا ودوليًا تحت اسم "أفلام صوت الحب (عاطف منتصر وشركاه)"، ويذكر أن محسن جابر –ابن خالة عاطف منتصر- مالك شركة «عالم الفن» وقنوات «مزيكا» قد عمل مع عاطف منتصر كموزع قبل أن يقوم محسن بتأسيس شركته الخاصة.

## صوت الحب إنترتينمنت
في عام 2015 استحوذ شريف منتصر – ابن شقيق عاطف منتصر- على الشركة عن طريق شركة صوت الحب إنترتينمنت (بالإنجليزية: Sout El-Hob Entertainment) وهي إحدى شركات مجموعة دوزان الموسيقية (بالإنجليزية: Dozzan Music Group)، وتقوم صوت الحب إنترتينمنت بالتعاقد مع الفنانين والمواهب الصاعدة في الوطن العربي لحماية حقوقهم على شبكة الإنترنت وتوزيع الموسيقى الخاصة بهم رقميًا بغرض تشجيعهم وتوسيع حضورهم على المستوى الدولي وذلك من خلال شركة موديسا (بالإنجليزية: Modissa) - إحدى شركات مجموعة دوزان الموسيقية – وهي مُجَمِّع للمحتوى الموسيقي الرقمي (بالإنجليزية: Digital Music Aggregator) تقوم بتوزيع وإدارة الأعمال الموسيقية عبر المتاجر الرقمية ومنصات البث المباشر.

## تسجيلات صوت الحب
أطلقت صوت الحب العديد من الفنانين في مصر والعالم العربي وعرفتهم بالجمهور ومن أوائل هؤلاء المطربين هاني شاكر، كما اكتشفت كلا من أحمد عدوية وعزيزة جلال ومحمد فؤاد ومدحت صالح ومتقال قناوي وعمر فتحي وفهد بلان ومنى عبد الغني وسجلت موسيقى عمر خيرت، وقدمت الشركة المصحف المُرتل بصوت الشيخ محمود خليل الحصري وأيضًا بصوت الشيخ الطبلاوي، وأعادت إحياء تراث سيد درويش باكتشافها إيمان البحر درويش وادخلت فايزة أحمد ونجاة الصغيرة إلى عالم الكاسيت، وانتجت للمطرب محمد عبده في بداياته أغنية «في أمان الله» وتعاقدت مع وردة الجزائرية وأنتجت عدد من ألبوماتها كما أنتجت فيلمها «آه يا ليل يا زمن»، كما تعاقدت مع الفنانة صباح وانتجت لها أغاني فيلم «ليلة بكى فيه القمر».
وفي منتصف السبعينيات التقى عاطف منتصر مالك الشركة آنذاك بالفنان هاني شنودة وكونا معًا "فرقة المصريين" طرح لها أول شريط كاسيت بعنوان "بحبك لا" ويضم 8 أغان قصيرة وتم إصداره عام 1977 وكانت الفرقة تتكون من منى عزيز وإيمان يونس وتحسين يلمظ وممدوح قاسم وعمر فتحي وقد كتب لهم شعراء عدة أبرزهم صلاح جاهين وعمر بطيشة، كما التقى بالفنان عزت أبو عوف وكونا معًا فرقة "فور أم" التي تضم شقيقات عزت أبو عوف وهن: منى ومها ومنال وميرفت.
اختارت مجموعة إيمي المحدودة (بالإنجليزية: EMI Group Limited) وهي شركة تسجيلات إنجليزية أمريكية - إحدى شركات مجموعة يونيفرسال الموسيقية (بالإنجليزية: Universal Music Group) منذ عام 2012 - صوت الحب لتكون شريكتها والمسؤولة عن إنتاجها في الوطن العربي عام 1985 واستمرت هذه الشراكة لمدة 6 سنوات.

### من الفنانين الذين أنتجت لهم الشركة
- أحمد عدوية[24]
- وردة الجزائرية
- فرقة المصريين
- حميد الشاعري
- محمد فؤاد[25]
- مدحت صالح
- ليلى مراد
- عمر خيرت
- هاني شاكر
- نجاة الصغيرة
- إيمان البحر درويش
- عزيزة جلال
- فاطمة عيد
- فايزة أحمد
- فور إم
- هاني مهنا
- الرائد ميوزك
- هاني شنودة
- هدى سلطان
- محمد الحلو
- مجد القاسم
- محمد ثروت
- محمد عبده
- متقال القناوي

### من الأغنيات التي سجلتها الشركة
- السح الدح إمبو لـ أحمد عدوية[26]

- إسمعوني لـ وردة الجزائري[27]

- يلا بينا يلا لـ محمد فؤاد[28]

- كدة برضه يا قمر لـ هاني شاكر[29]

- كوكب تاني لـ مدحت صالح[30]

- ماتحسبوش يا بنات لـ فرقة المصريين
- الليلة الكبيرة لـ فور إم
- محسوبكم انداس لـ إيمان البحر درويش
- في أمان الله لـ محمد عبده

## التوزيع الرقمي
تمكنت صوت الحب  من الحصول على حقوق التوزيع الحصري لآلاف من الملفات الصوتية للعديد من الفنانين والمواهب الصاعدة في الوطن العربي، وقامت بتوزيع وإداراة أعمال هؤلاء الفنانين عبر المتاجر الرقمية ومنصات البث المباشر.

## الفنانين وشركات التسجيلات التي قامت صوت الحب بتوزيع أعمالهم

### من هؤلاء الفنانين
يورو
- عمرو دياب[32]
- فيروز[33]
- تامر حسني[34]
- أحمد مكي[35]
- آمال ماهر[36]
- هاني شاكر[37]
- أدهم سليمان[38]
- كايروكي[39]
- تامر عاشور[40]
- محمود العسيلي[41]
- محمد الشرنوبي[42]
- أبيوسف[43]
- ام سي سايمون
- راضى زيوس
- إل مجدي
- سايمون
- الشاب خالد[44]
- شيرين عبد الوهاب[45]
- نوال الزغبي[46]
- صابر الرباعي[47]
- عمرو مصطفى[48]
- كارمن سليمان[49]
- أنغام[50]
- نانسي عجرم[51]

عمرو ميوزك

### شركات التسجيلات
- صوت الحب
- سونار
- وتري
- صوت الدلتا
- راندا فون
- تاكيما
- السبكي